# Geographie Australiens

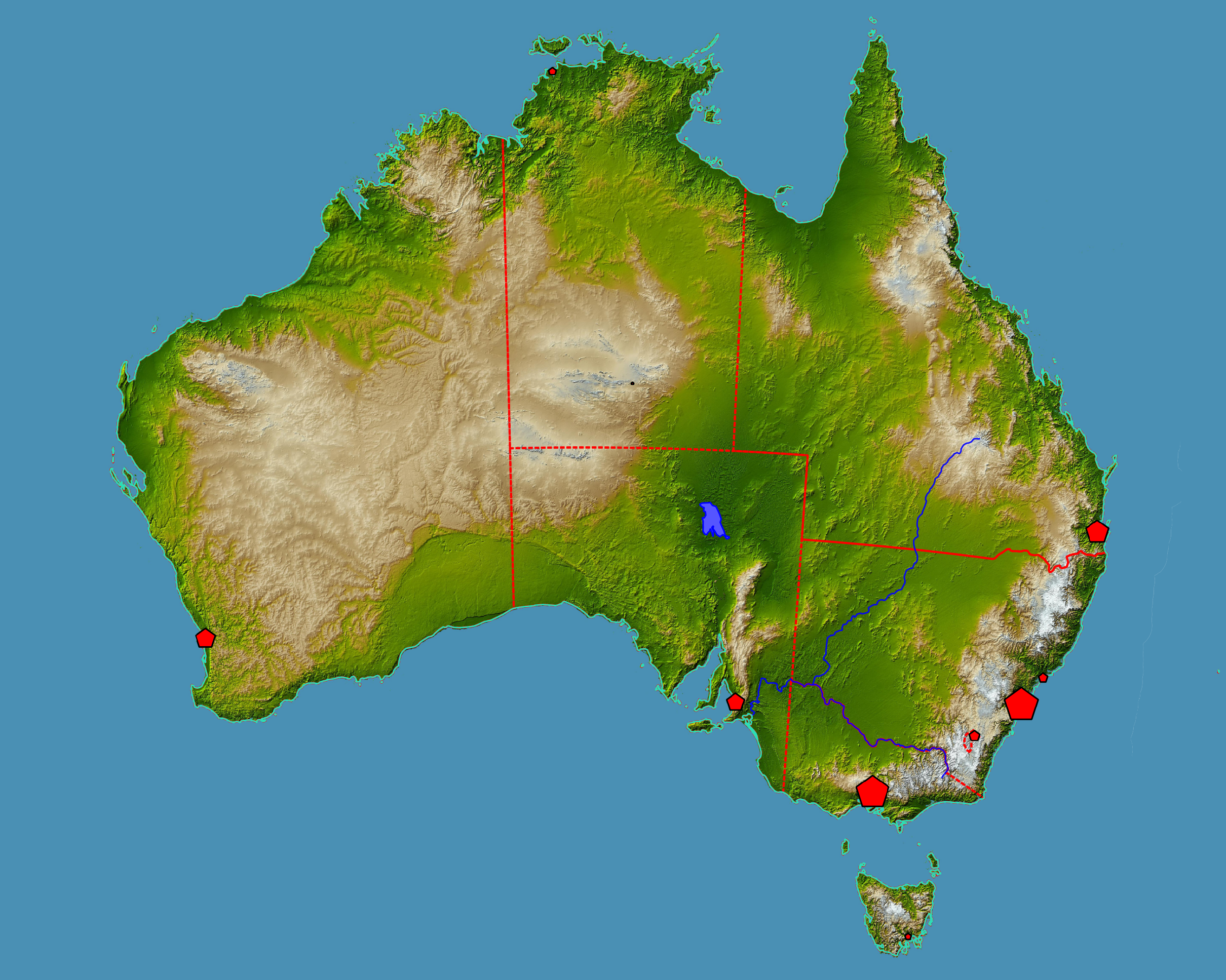
Topografie von Australien

Die Geographie Australiens schließt eine große Vielfalt geographischer Formen und Erscheinungen ein. Australien ist der kleinste Kontinent, jedoch das sechstgrößte Land der Welt. Die Besiedlung konzentriert sich auf die östlichen und südöstlichen Küstenregionen.

## Gebiet und Eingrenzung
Lage:
Ozeanien, Kontinent zwischen dem Indischen Ozean und dem südlichen Pazifischen Ozean
Koordinaten: 27°00′ S, 133°00′ E
Kartenmaterial: Ozeanien
Fläche:
- Gesamt: 7.686.850 km²
- Landfläche: 7.617.930 km²
- Wasserfläche: 68.920 km² (1 % der Gesamtfläche)

Anmerkung: beinhaltet Lord-Howe-Insel und Macquarieinsel
Flächenvergleich:
- Ungefähr 21,5 Mal so groß wie Deutschland
- Die Landfläche von Kontinentaleuropa ist geringer als die Australiens.
- Geringfügig kleiner als die 48 zusammenhängenden Staaten der USA (ohne Alaska und Hawaii)

Landesgrenzen: 0 km
Küstenlinie: 25.760 km
Maritime Ausmaße:
- Kontinentalschelf: 200 nautische Meilen
- Hoheitsgebiet auf See: 12 nautische Meilen

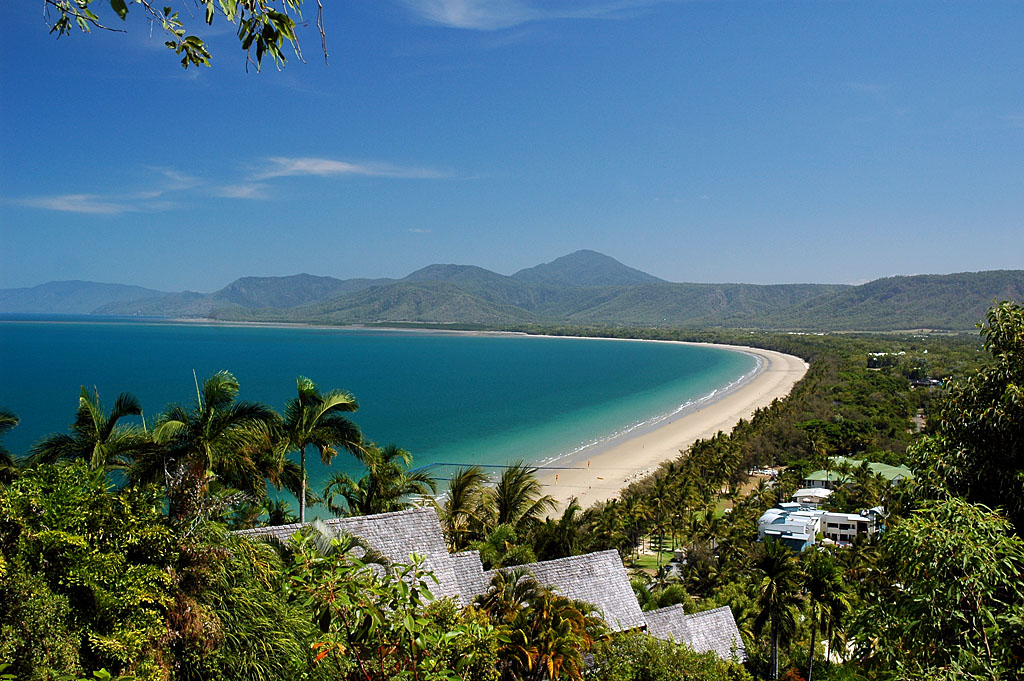
Port Douglas bei Cairns (Queensland)

## Klima und Landschaft
Der größte Teil Australiens ist von Wüsten oder semiariden Gebieten bedeckt. 40 % der Landmasse ist von Sanddünen bedeckt. Lediglich der Südosten und die südwestlichen Ecken haben ein moderates Klima und teilweise fruchtbare Böden (Schwarzerdeböden). Im Osten und Südwesten gibt es vornehmlich Podsole. Der nördliche Teil des Landes hat ein tropisches Klima: teilweise tropische Regenwälder, teilweise Grasland und Wüste.
Die Niederschläge weisen eine starke Variabilität auf. Im Norden tritt in der Regel Ende Dezember der Nordaustralische Monsun auf, der zwei bis drei aktive/inaktive Zyklen durchläuft, wobei jeder volle Zyklus acht Wochen dauert. Mitunter starke Überflutungen in den betroffenen Gebieten sind die Folge. Regelmäßig auftretende Trockenzeiten können mehrere Jahre andauern. Häufige Sandstürme und selten auftretende Tornados bedrohen Lebewesen und Infrastruktur. Allgemein ist eine stetig ansteigende Versalzung der Böden und Desertifikation zu beobachten. Seit 1910 ist die durchschnittliche Temperatur um über 1 °C angestiegen.
Die Geologie Australiens wird durch den Gegensatz zwischen der Great Dividing Range im Osten und den weitgehend flachen zentralen und westlichen Gebieten bestimmt, in denen flach liegendes Deckgebirge und seine Sandbedeckung mehrere erdgeschichtlich alte Kratone verhüllen. Der gesamte Kontinent Australien befindet sich auf einer tektonischen Platte und besitzt somit keine aktiven tektonischen Plattengrenzen innerhalb seines Gebiets. Aus diesem Grund gibt es heute keinen durch Plattentektonik verursachten Vulkanismus, gelegentlich auftretende Erdbeben sind von geringer Stärke und Intensität.
Die Landschaft ist starken Witterungseinflüssen ausgesetzt. Tasmanien und die Australischen Alpen besitzen Eisfelder und einige Gletscher. Das Great Barrier Reef, bei weitem das weltgrößte Korallenriff, liegt wenige Kilometer vor der nordöstlichen Küste. Uluṟu, auch Ayers Rock genannt, liegt in Zentralaustralien.

### Relief
Der größte Teil des australischen Hinterlandes besteht aus flachem Outback und Wüsten, wobei sich im Osten und Westen des Kontinents unterschiedlich stark ausgeprägte Gebirgszüge erheben. Während die Hamersley Range im Westen bis zu 1250 Meter hoch ist und sich südlich von Roebourne befindet, sowie die Stirling Range bei Perth im Südwesten, erreichen die Berge im Osten des Kontinents bis über 2200 Meter, u. a. die Australische Kordillere (engl. Great Dividing Range), die sich entlang der Ostküste vom Cape York im Norden bis nach Melbourne erstreckt. Der höchste Teil der Australischen Kordillere, die Australischen Alpen, erhebt sich im Mount Kosciuszko auf 2228 Meter. In den Ebenen Zentralaustraliens liegt der salzige Lake Eyre, in dessen Becken sich mit 16 Metern unter NN die tiefste Stelle des Kontinents befindet. Es ist außerdem der weltgrößte ephemere See und wird durch den Monsun gefüllt.
Siehe auch:
- Liste der Flüsse in Australien
- Liste der Seen in Australien
- Liste der Gebirge in Australien

## Rohstoffressourcen und Landnutzung
Australiens zahlreiche Rohstoffvorkommen sind: Bauxit, Kohle, Eisenerz, Kupfer, Zinn, Gold, Silber, Uranerz, Nickel, Wolfram, Edelsteine, Blei, Zink, Diamanten, Erdgas, Öl.
Landnutzung:
- nutzbares Land: 6 %
- dauerhafter Getreideanbau: 0 %
- Ganzjahresweideländer: 54 %
- Wälder und Buschland: 19 %
- Sonstiges: 21 %

(Zahlen von 1993)
Bewässertes Land: 21.070 km² (1993)
Naturkatastrophen:
Zyklone entlang der nördlichen Küste; starke Gewitter, Dürren und gelegentliche Überschwemmungen; außerdem häufige Buschbrände.

## Umwelt
Aktuelle Probleme: Erosion durch Industrieexpansion, Verstädterung und veraltete Bodenbestellung; Versalzung des Bodens durch minderwertiges Wasser; Desertifikation; Artensterben; Bedrohung des Great Barrier Reef durch Tourismus und Schifffahrt; begrenzte Frischwasser-Ressourcen.
Internationale Übereinkommen und Verträge:
- Unterzeichner von: Antarktisvertrag, Biodiversitätskonvention, Klimarahmen-Konvention, Convention on International Trade in Endangered Species of the Wild Fauna and Flora, Convention on the Prohibition of Military or Any Other Hostile Use of Environmental Modification Techniques, Basel Convention, United Nations Convention on the Law of the Sea, Convention on the Prevention of Marine Pollution by Dumping Wastes and Other Matter, Convention on Fishing and Conservation of Living Resources of the High Seas, Vertrag zum Verbot von Nuklearwaffentests in der Atmosphäre, im Weltraum und unter Wasser, Atomwaffensperrvertrag, Montreal Protocol on Substances That Deplete the Ozone Layer, International Convention for the Prevention of Pollution from Ships, International Tropical Timber Agreement, 1994, Convention on Wetlands of International Importance Especially As Waterfowl Habitat, International Convention for the Regulation of Whaling
- unterzeichnet, jedoch nicht ratifiziert: Kyoto-Protokoll, United Nations Convention to Combat Desertification

## Geographische Rekorde
Australien (kontinental)
- nördlichster Punkt: Cape York, Queensland (10°41' S)
- südlichster Punkt: Wilsons Promontory, Victoria (39°08' S)
südlichster Punkt einschließlich des tasmanischen Festlandes: Südostkap, Tasmanien (43°38'40" S)
- westlichster Punkt: Steep Point, Western Australia (113°09' E)
- östlichster Punkt: Kap Byron, New South Wales (146°22' E)
- tiefster Punkt: Lake Eyre: −16 m
- höchster Punkt: Mount Kosciuszko: 2228 m

Australien (kontinental, einschließlich Inseln)
- nördlichster Punkt: Bramble Cay, Torres Strait Islands, Queensland
- südlichster Punkt: Bishop- und Clerkinseln südlich der Macquarieinsel, Tasmanien
- westlichster Punkt: Flat Island, Heard und McDonaldinseln
- östlichster Punkt: Norfolkinsel
- höchster Punkt: Big Ben, Heard-Insel: 2745 m

## Bibliografie
- Miller, Gifford et al. Sensitivity of the Australian Monsoon to insolation and vegetation: Implications for human impact on continental moisture balance. Geology Vol. 33, No. 1, pp. 65–67